# Paulin J. Hountondji
Paulin Jidenu Hountondji (Abiyán, Costa de Marfil; 1942-2 de febrero de 2024) fue un escritor, filósofo, profesor y político beninés.

## Biografía
Hountondji nació en Abiyán, Costa de Marfil en 1942. Estudió en la École Normale Supérieure de París, graduándose en 1966, se doctoró en 1970 con una tesis sobre Edmund Husserl. Tras dos años de docencia en Francia y la República del Congo, aceptó un trabajo como profesor de filosofía en la Universidad de Benín en Cotonú.
Su carrera académica se vio truncada por un período de carrera política. Tras una dura crítica de la dictadura militar que gobernaba el país, gracias a Hountondji Benín regresó a la democracia en 1992 y ejerció como ministro de educación y luego de cultura antes de regresar a la universidad en 1994. Ganó un Premio Príncipe Claus en 1999.
Fue el director del Centro Africano de Estudios Superiores en Porto Novo.

## Su filosofía
Influenciado por sus profesores de París, Louis Althusser y Jacques Derrida, su filosofía versa en la crítica a la naturaleza de la filosofía africana. Su meta principal ha sido la etnofilosofía de escritores como Placide Tempels o Alexis Kagamé. Defiende que esas teorías confunden los métodos de la antropología con los de la filosofía dando lugar a "una disciplina híbrida sin status reconocible en el mundo de la teoría" ([1997], p.52). Parte del problema yace en el hecho de que la etnofilosofía se basa en las interpretaciones occidentales del pensamiento africano, este papel polémico se opone a la validez de la filosofía. En sus últimos trabajos, no obstante, sostiene que el pensamiento africano tradicional se puede considerar un método filosófico riguroso. 